# Malea (Arcadia)
Malea (en griego, Μαλέα) fue una antigua ciudad griega situada en Arcadia.
Pausanias dice que fue una de las poblaciones pertenecientes a los egiteos que se unieron para poblar Megalópolis en 371/0 a. C. Su territorio, la Maleátide, es citado por Jenofonte como un lugar que relaciona con la población de Leuctro.